# Mystic Rhythms
Mystic Rhythms är en låt av det kanadensiska progressive rock-bandet Rush. Den släpptes som singel 1985 och återfinns på albumet Power Windows, släppt samma år.
Rush spelade "Mystic Rhythms" 183 gånger live. Den framfördes 11 gånger år 1985, 60 gånger år 1986 och efter nästan 8 år spelades den 55 gånger år 1994. År 2004 framfördes den 57 gånger live.